# Янтарненська сільська рада
Янта́рненська сільська́ ра́да — адміністративно-територіальна одиниця та орган місцевого самоврядування у Красногвардійському районі Автономної Республіки Крим. Адміністративний центр — село Янтарне.

## Загальні відомості
- Населення ради: 4 917 осіб (станом на 2001 рік)

## Населені пункти
Сільській раді підпорядковані населені пункти:
- с. Янтарне
- с. Григорівка
- с. Красний Партизан
- с. Удачне

## Склад ради
Рада складається з 22 депутатів та голови.
- Голова ради: Мельник Анатолій Едуардович
- Секретар ради: Ткаченко Марина Володимирівна

### Керівний склад попередніх скликань
| Прізвище, ім'я, по батькові | Основні відомості                                                         | Дата обрання | Дата звільнення |
| --------------------------- | ------------------------------------------------------------------------- | ------------ | --------------- |
| Шульга Микола Миколайович   | Сільський голова, 1951 року народження, безпартійний                      | 26.03.2006   | 31.10.2010      |
| Мельник Анатолій Едуардович | Сільський голова, 1959 року народження, освіта вища, член Партії регіонів | 31.10.2010   |                 |

Примітка: таблиця складена за даними сайту Верховної Ради України

### Депутати
За результатами місцевих виборів 2010 року депутатами ради стали:

#### За суб'єктами висування
| Суб'єкт висування                 | Кількість обраних депутатів | %    |
| --------------------------------- | --------------------------- | ---- |
| Партія регіонів                   | 18                          | 81,8 |
| Політична партія «Руська Єдність» | 2                           | 9,1  |
| Самовисування                     | 2                           | 9,1  |

#### За округами
| № округу                          | Прізвище, ім'я, по батькові    | Дата визнання обраним | Освіта             | Партійна приналежність                  | Відомості про обраного депутата                                    |
| --------------------------------- | ------------------------------ | --------------------- | ------------------ | --------------------------------------- | ------------------------------------------------------------------ |
| Партія регіонів                   |                                |                       |                    |                                         |                                                                    |
| 1                                 | Івасюк Ольга Пилипівна         | 01.11.2010            | середня спеціальна | член Партії регіонів                    | тимчасово не працює                                                |
| 2                                 | Захарова Віра Павлівна         | 01.11.2010            | вища               | член Партії регіонів                    | агроцех № 55, завідувач господарства                               |
| 3                                 | Овсієнко Олексій Іванович      | 01.11.2010            | вища               | член Партії регіонів                    | агроцех № 55, інженер з охорони праці                              |
| 4                                 | Підіпригора Валентина Іванівна | 01.11.2010            | середня спеціальна | член Партії регіонів                    | будинок культури с. Янтарне, бібліотекар                           |
| 5                                 | Москалюк Андрій Юрійович       | 01.11.2010            | вища               | член Партії регіонів                    | агроцех № 55, бригадир виноградної бригади                         |
| 6                                 | Кукліна Оксана Олександрівна   | 01.11.2010            | вища               | член Партії регіонів                    | агроцех № 55, головний економіст                                   |
| 7                                 | Ткаченко Марина Володимирівна  | 01.11.2010            | вища               | член Партії регіонів                    | Янтарненська сільська рада, секретар                               |
| 8                                 | Щербаков Олександр Миколайович | 01.11.2010            | середня            | член Партії регіонів                    | агроцех № 55, агент з постачання                                   |
| 10                                | Хомич Віра Петрівна            | 01.11.2010            | вища               | член Партії регіонів                    | тимчасово не працює                                                |
| 11                                | Захарова Ганна Михайлівна      | 01.11.2010            | середня спеціальна | член Партії регіонів                    | Агроцех № 55, інспектор по роботі з ветеранами                     |
| 13                                | Хохуля Леонід Михайлович       | 01.11.2010            | середня            | член Партії регіонів                    | тимчасово не працює                                                |
| 14                                | Лозинська Світлана Петрівна    | 01.11.2010            | середня            | член Партії регіонів                    | с. Григорівка, завідувачка клубу                                   |
| 15                                | Шагов Олег Георгвйович         | 01.11.2010            | середня спеціальна | член Партії регіонів                    | тимчасово не працює                                                |
| 16                                | Мручок Олена Анатоліївна       | 01.11.2010            | вища               | член Партії регіонів                    | сільськогосподарський виробничий кооператив ім. Чкалова, бригадір  |
| 17                                | Кезік Людмила Петрівна         | 01.11.2010            | середня спеціальна | член Партії регіонів                    | фельдшерсько-акушерський пункт с. Красний Партизан, завідувачка    |
| 18                                | Будник Людмила Евстафіївна     | 01.11.2010            | середня спеціальна | член Партії регіонів                    | сільськогосподарський виробничий кооператив ім. Чкалова, бухгалтер |
| 19                                | Григорян Олександр Гарнікович  | 01.11.2010            | середня            | член Партії регіонів                    | тимчасово не працює                                                |
| 20                                | Кошелеві Наталя Володимирівна  | 01.11.2010            | середня спеціальна | член Партії регіонів                    | тимчасово не працює                                                |
| Політична партія «Руська Єдність» |                                |                       |                    |                                         |                                                                    |
| 12                                | Кузнєцова Оксана Василівна     | 01.11.2010            | вища               | член Політичної партії «Руська Єдність» | Янтарненська загальноосвітня школа, вчитель                        |
| 21                                | Кіфар Наталя Іванівна          | 01.11.2010            | середня спеціальна | член Політичної партії «Руська Єдність» | тимчасово не працює                                                |
| Самовисування                     |                                |                       |                    |                                         |                                                                    |
| 9                                 | Крячек Світлана Василівна      | 01.11.2010            | середня спеціальна | позапартійна                            | Янтарненська амбулаторія, медична сестра                           |
| 22                                | Малюгова Ніна Василівна        | 01.11.2010            | середня спеціальна | позапартійна                            | с. Удачне, соціальний працівник                                    |